# Reacție Blaise
Reacția Blaise este o reacție organică ce duce la formarea unui β-cetoester din reacția zincului metalic cu un α-bromoester și un nitril. Reacția a fost raportată pentru prima dată de Edmond Blaise (1872-1939) în anul 1901. Intermediarul final este o metaloimină, care este apoi hidrolizată formând β-cetoesterul corespunzător:
Esterii alifatici voluminoși au tendința de a da randamente de reacție mai mari. Steven Hannick și Yoshito Kishi au dezvoltat o procedură îmbunătățită.